# 韓永楷
韓永楷是目前任教於國立清華大學的電資院教授，主要研究領域為資料結構、演算法。從小在香港長大，經歷英國制度。
小時候熱愛數學，而在求學中發現自己真心喜歡數學。大學的時候因學姐緣故而接觸計算機科學，並開始學習與研究。
後來發現自己對寫程式沒有太大的興趣，也不太喜歡計算機結構，但對於演算法有極大的興趣，所以研究所都在專研演算法，而在博士時因為生物資訊演算法研究感到迷惘，後來選擇去新加坡國立大學跟隨宋永健教授作研究。綽號為楷哥

## 成為老師的動機
因為爸爸媽媽都是老師，所以小時候對於教書抱有憧憬。長大後，因為老闆經費不足要開始找工作。到台灣之前，從來沒有接觸過台灣，來到清華也是意料之外。當時是因為學長申請來清華當教授被錄取了，但是最後選擇其他學校，所以沒有選擇台灣清華大學。而當時找工作不順利，就聽從老闆的建議來台灣清華，決定聯絡系主任王老師並來到清華。

## 研究介紹
韓永楷教授的第一個研究為演算法中的tree問題，此研究為探討如何排列才能得到最扁的狀況，並發現高度與平均degree(分支)的關聯性。雖然這是個很普通的研究，既簡單也淺顯易懂，是個大家都可以看懂的研究。但對韓永楷教授意義重大，對他日後有所幫助，也是他認為最有趣的一項研究。
普渡大學所進行的Google類型文件搜尋的相關研究能做到省空間速度又夠快，且是學術界第一個想到這類問題的研究，所以研究有一直再被延伸。
而韓永楷教授認為最重要的研究為博士論文。當時因老闆想將項目的存取空間壓小，所以利用簡單的演算法，並將時間複雜度從nlogn 變成nloglogn。

## 在國立清華大學的研究
2006年到國立清華大學，目前已經有15個年頭了（2021年）。
印象深刻的為2006年到2010年所研究的Google 類型，當時也經常前往美國作研究。
大部分研究都在做字串搜尋演算法。
近年來，想著手做稍微不一樣的研究，於是在2019年開始做的網路傳輸。
網路傳輸有挑戰，每個通路都要確認，大家不一定彼此信賴。

## 論文
(2011) Inverted Indexes for Phrases and Strings 片語和字串的倒排索引

(2009) Breaking a Time-and-Space Barrier for Constructing Full-Text Indices 

(2009) Space-Efficient Framework for Top-k String Retrieval Problems 

(2008) Geometric Burrows-Wheeler Transform: Linking Range Searching and Text Indexing 

(2007)  A Space and Time Efficient Algorithm for Constructing Compressed Suffix Arrays 

(2007)  Compressed Indexes for Dynamic Text Collections

## 書籍翻譯
(2019/11/28) Discrete Mathematics and Its Application By Kenneth H. Rosen 導讀本

## 演講
- 2013年3月6日：碩博論文研討—資訊系統與系統設計-Some Interesting Theorems Related to Euler，國立陽明交通大學[7]
- 2017年6月7日：專題演講：Coin Weighing Problems[8]
- 2018年10月17日：Stabbing Colors in One ，國立臺灣師範大學Dimension[9]
- 2019年：2019中華民國數學年會
- 2020年9月22日：資工系韓永楷教授為高中生解釋~什麼是演算法~[10]

## 得獎
- 國立清華大學97學年度校教師傑出教學獎-資工系 [11]
- 國立清華大學99學年度電資院傑出教學獎[12]
- 國立清華大學99學年度電資院新進人員研究獎[13]
- 國立清華大學106學年度校教師傑出教學獎-資工系[14]
- 國立清華大學2018最佳期刊論文獎[15]
  - 得獎論文：[Algorithmica]Dictionary Matching with a Bounded Gap in Pattern or in Text(Wing-Kai Hon(韓永楷), Tak-Wah Lam, Rahul Shah, Sharma V. Thankachan, Hing-Fung Ting, Yilin Yang, 80(2), Algorithmica, 2018, pp. 698–713)

## 外部連結
- （页面存档备份，存于）